# Mécatopique
 (avril 2025).
Motif : Semble un TI. Les sources ne démontrent pas la notoriété de ce terme.
- Archive Wikiwix
- Bing
- Cairn
- DuckDuckGo
- E. Universalis
- Gallica
- Google
- G. Books
- G. News
- G. Scholar
- Persée
- Qwant
- (zh) Baidu
- (ru) Yandex
- (wd) trouver des œuvres sur Wikidata

| 1. | Préciser le motif de la pose du bandeau. | Précisez le motif de la pose du bandeau en utilisant la syntaxe suivante : {{admissibilité à vérifier\|date=août 2025\|motif=remplacez ce texte par le motif}}                   |
| 2. | Informer les utilisateurs concernés.     | Pensez à avertir le créateur de l'article, par exemple, en insérant le code ci-dessous sur sa page de discussion : {{subst:avertissement admissibilité à vérifier\|Mécatopique}} |

 (avril 2025).

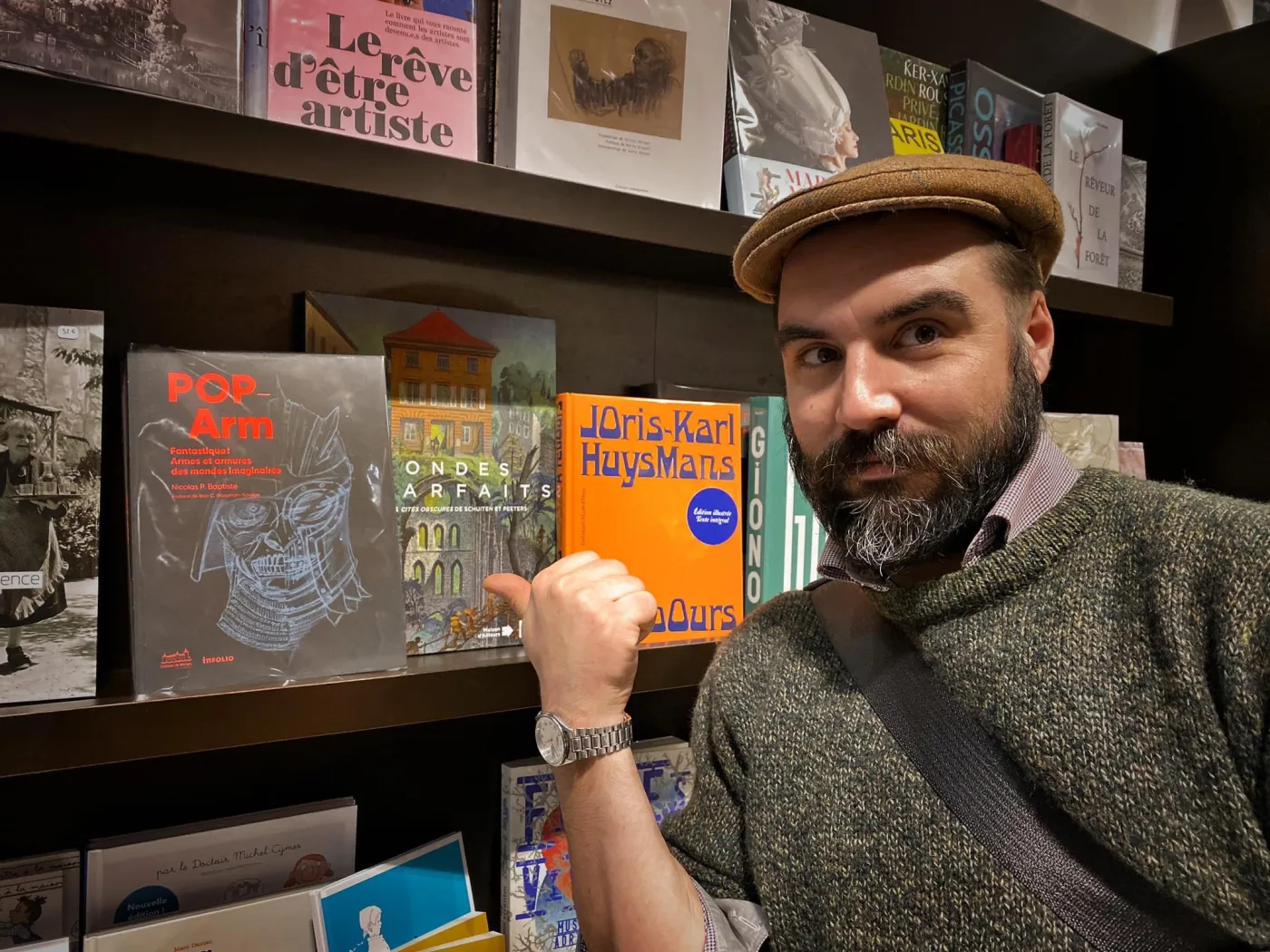
Portrait dans une librairie de l'auteur Nicolas P. Baptiste avec l'ouvrage Pop-Arm

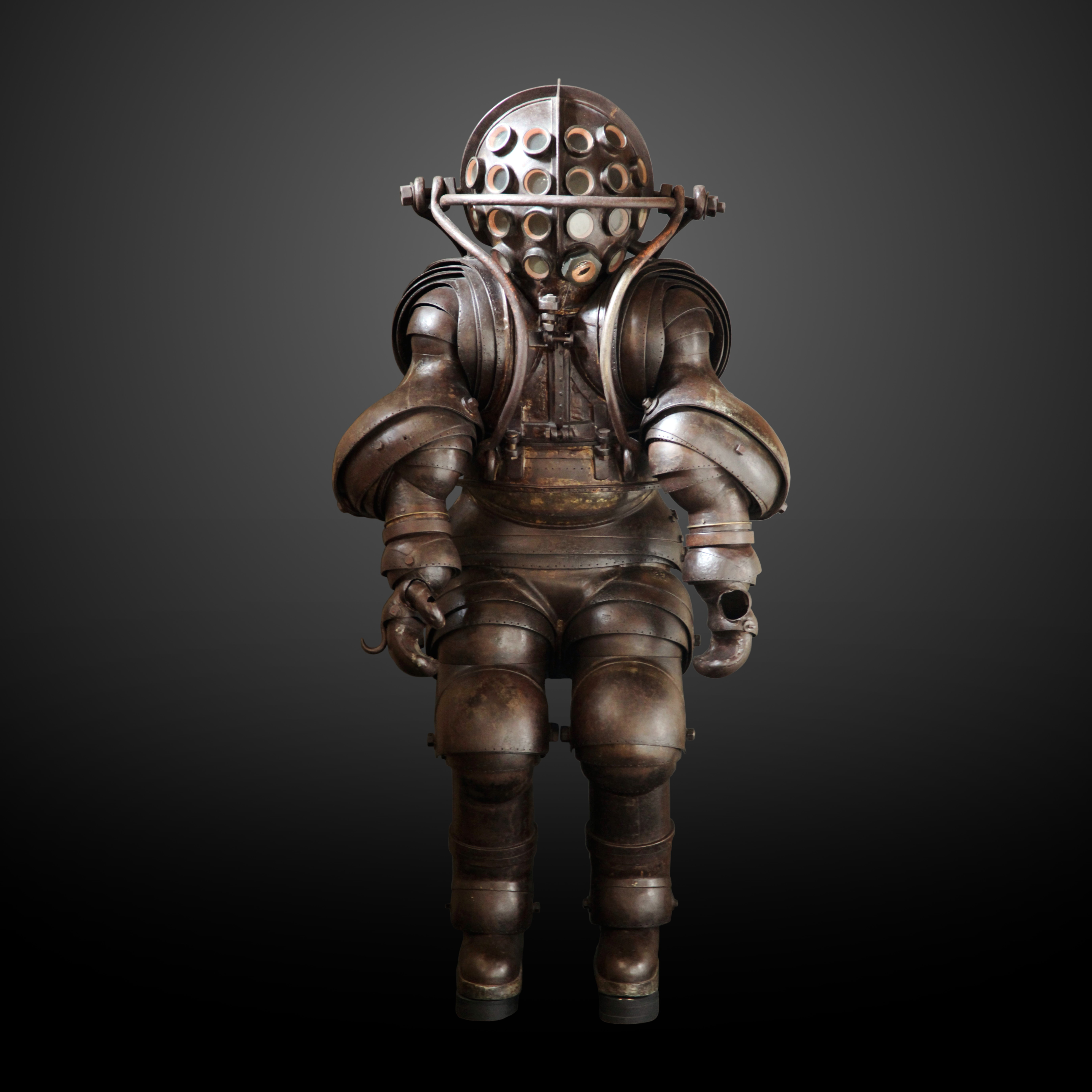
Scaphandre de grande profondeur des inventeurs Alphonse et Théodore Carmagnolle vers 1882, acier et verre, Musée de la Marine du Trocadero de Paris

Mécatopique est un terme utilisé par l'auteur Nicolas Philippe Baptiste, dans son ouvrage Pop-arm consacré à l'exposition éponyme au Musée du château de Morges en Suisse, dont il fut le commissaire en 2018-2019. 
Le terme mécatopique est en fait une proposition de traduction pour le terme anglais steampunk. En effet, ce terme est une référence à la littérature cyberpunk dans l'histoire de la science-fiction, mais il n'y a pas d'équivalent français satisfaisant pour évoquer des univers uchroniques dans lesquels les technologies datent du début de l'ère industrielle, l'avènement de l'électricité, le gaz ou majoritairement la vapeur. Le terme se veut une contraction à partir des termes utopie mécanique[réf. nécessaire].

## Définition

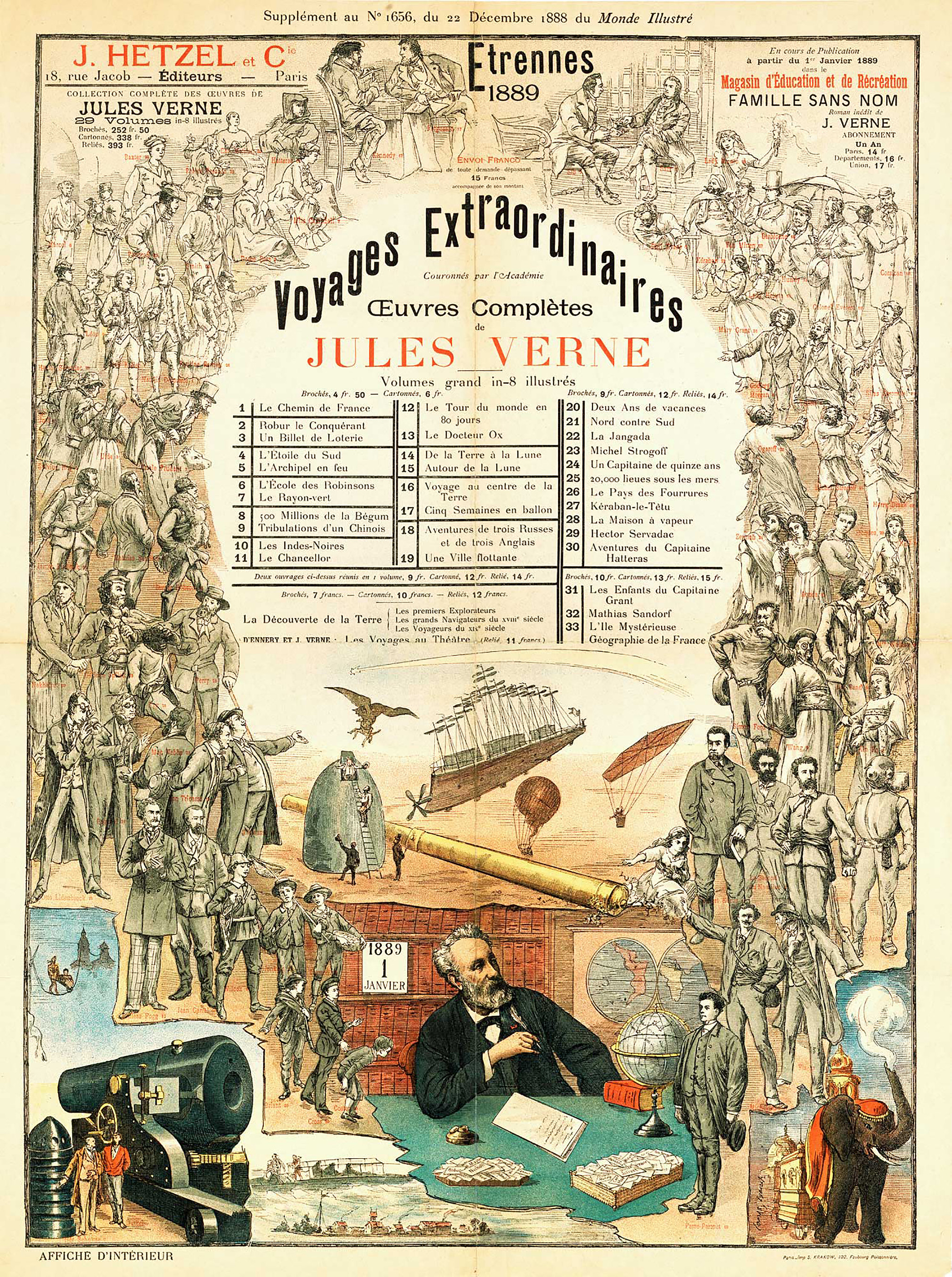
Affiche de l'annonce de la publication des Voyages extraordinaires de Jules Verne (1889)

Les univers « mécatopiques », ou mécatopistes sont donc marqués par la technologie, l'hégémonie de l'acier et la mécanisation propres à l'ère industrielle. Souvent présenté comme étant dans la ligne de l'œuvre de Jules Verne, le style littéraire américain du steampunk est surtout influencé par une partie seulement de ses ouvrages, comme Vingt Mille Lieues Sous Les Mers, et peut-être davantage par d'autres auteurs anglophones, et par les illustrateurs de Jules Verne. Les liens vers l’œuvre de Verne sont donc une attribution discutable, même si les allusions à l'écrivain dans les milieux du mécatopique sont presque systématiques. 
Le steampunk très populaire dans les médias depuis les années 2000, fait pourtant des débuts timides sur grand écran. De Wild Wild West à la Ligue des Gentlemen extraordinaires, les inventions mécatopiques passionnent les designers et les cinéastes. Ils choisissent des armes historiques rares, que les héros utilisent en l’état, comme dans Sherlock Holmes, ou quelque peu modifiées : dans Les Aventures du baron de Münchhausen de Terry Gillliam, les carabines sont affublées de morceaux de trompettes. Il faut surprendre le spectateur, mais en puisant dans les ressources de l'histoire balistique. Le livre Pop-Arm décrypte ces armes de la Pop-culture et parmi elles, ces objets méconnus comme des brevets oubliés ou jamais réalisés.
Le mécatopisme caractérise donc une culture renaissante autour des œuvres marquées par la culture steampunk dans une volonté de s'affranchir des exemples littéraires américains, en renouant avec les occurrences francophones telles que les œuvres de l'auteur Jules Verne déjà cité, Albert Robida, mais aussi celles d'Auguste de Villiers de l'Isle-Adam ou de René Barjavel, ainsi que des cinéastes comme Georges Méliès ou Jean-Pierre Jeunet pour le cinéma. Plus récemment, la série Arcane (série télévisée d'animation) revendique un style visuel influencé par l'Art déco et des influences mécatopiques.  

## Dans la bande-dessinée
Le terme est employé par les auteurs Tony Emeriau et Boris Beuzelin de la bande-dessinée Parias pour définir leur style et se revendiquer de ces univers influencés par Jules Verne.

## Dans la littérature
Le terme mécatopique est fréquemment employé dans les ouvrages M42 de l'Angers et le Bordeaux Geekfest, un livre annuel créé par le Club Arthur Dent, qui se veut une référence sur la Pop culture, le seul de son genre à accompagner un festival bisannuel.
L'autrice Soline Anthore-Baptiste utilise le terme mécatopique dans ses chroniques littéraires du centre culturel Augusta-Rigal, au château du Cheylard d'Aujac, notamment pour évoquer le roman Plein Ciel de l'autrice Siècle Vaëlban.
A l'origine, le mot mécatopique est une traduction littéraire du terme anglais steampunk, qui est assez récent, même si son impact sur la culture geek a été puissant et si la paternité en est inconnue de la plupart des fans. Il serait dû à l'auteur K. W. Jeter, pour qualifier les  fantaisies victoriennes, et particulièrement celles produites avec deux collègues et amis, Tim Powers et James P. Blaylock. Il évoque cette notion dans une lettre envoyée par au magazine Locus en référence à celle de Cyberpunk, dans une volonté assez parodique. Le terme est depuis devenu viral sans que cette paternité ne soit véritablement reconnue. Avant cette appellation, les récits retro-futuristes ou les techno-sagas inspirés de l'époque industrielle et de l'avant-guerres (fin du XIXe et début du XXe siècle) projetés dans un univers parallèle, n'avaient pas de catégories littéraires hormis de les comparer aux écrits de Jules Verne ou H. G. Wells. L'appellation Fantaisie Victorienne est une référence anglaise au règne de la reine Victoria pour évoquer le XIXe siècle industriel. Pour l'histoire française, ou celle de l'Europe francophone, cette époque possède de multiples identités et aucun terme ne s'est encore imposé comme une convention.

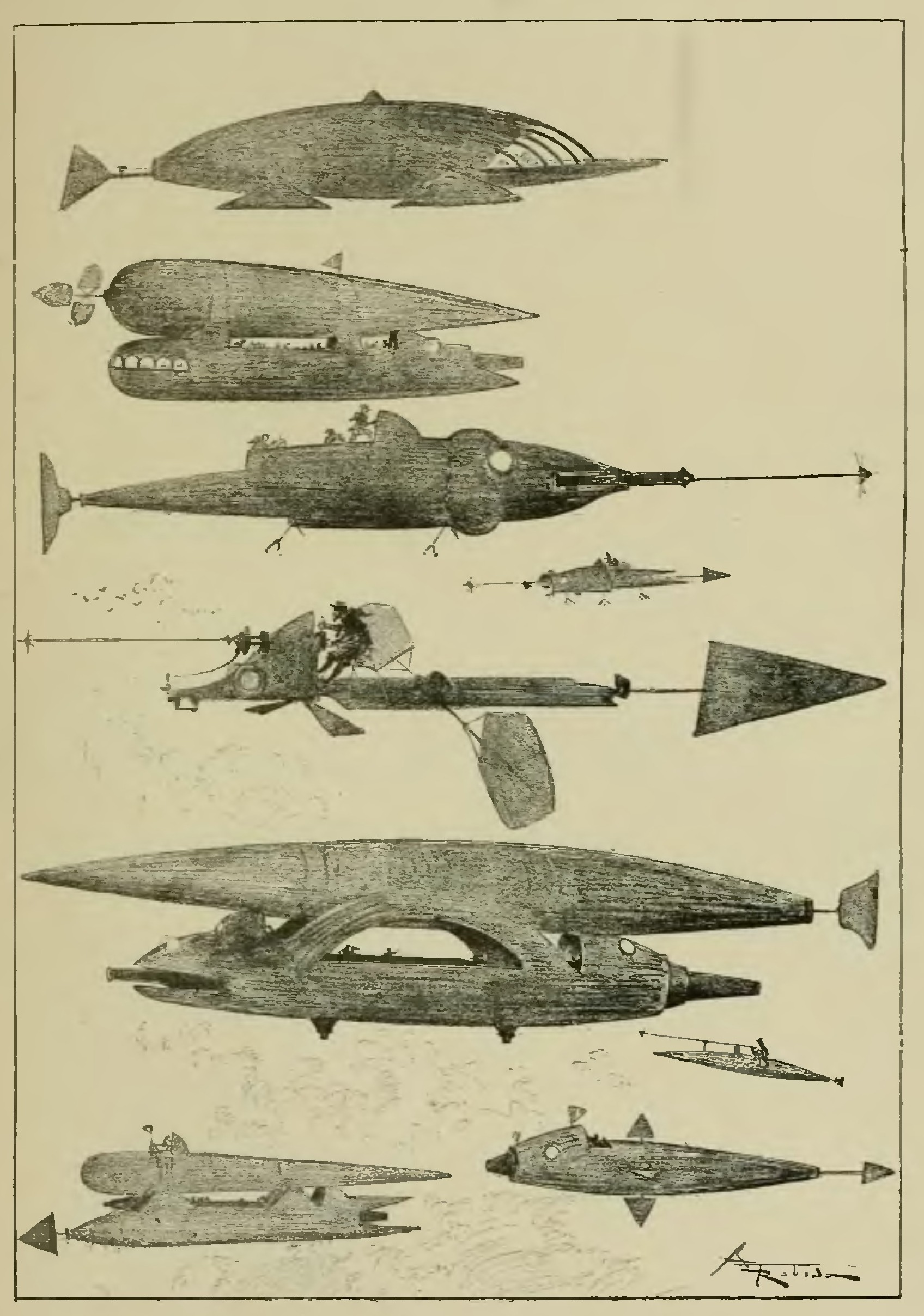
Robida - Le Vingtième siècle - la vie électrique, 1893 (page 131)

La référence de ces univers est donc en grande majorité tournée vers l'héritage de Jules Verne, et les gravures des romans inspirent encore un grand nombre d'auteurs. Pour ses apports graphiques innovants, il faut citer le roman écrit et illustré par le dessinateur Albert Robida : Le Vingtième Siècle : La Vie électrique. Publié initialement dans les numéro de la revue La Science illustrée (1891-1892) puis édité sous forme d'ouvrage. Il traite avec humour des progrès scientifiques et technologiques et qualifie le genre du merveilleux scientifique, théorisé par Maurice Renard en 1909.